# Леонардтаун
Леонардтаун (англ. Leonardtown) — город и административный центр округа Сент-Мэрис в штате Мэриленд в Соединённых Штатах Америки.
Согласно данным переписи населения США 2020 года число жителей города 
составляло 4 563 человека.

## История
Национальный фестиваль устриц проводится в Леонардтауне с 1967 года.
Церковь Святого Андрея и Тюдор-Холл были включены в Национальный реестр исторических мест США в 1973 году.

## География
Согласно данным Бюро переписи населения США, общая площадь города составляет 3,25 квадратных миль (8,42 км2), из которых 3,18 квадратных миль (8,24 км2) — это суша и 0,07 квадратных миль (0,18 км2) — водная поверхность. Самый холодный месяц — январь, с обычной температурой от -2°C до +6°C, самый жаркий — июль, с температурой от +22°C до +32°C.